# Hardings Wood
Hardings Wood är en ort i civil parish Kidsgrove, i distriktet Newcastle-under-Lyme, i grevskapet Staffordshire i England. Hardings Wood var en civil parish 1894–1974 när blev den en del av Kidsgrove. Civil parish hade 1 664 invånare år 1951.